# 37022 Robertovittori
37022 Robertovittori este un asteroid din centura principală de asteroizi.

## Descriere
37022 Robertovittori este un asteroid din centura principală de asteroizi. A fost descoperit pe 22 octombrie 2000 la Sormano de Francesco Manca și Graziano Ventre. Asteroidul prezintă o orbită caracterizată de o semiaxă mare de 2,81 ua, o excentricitate de 0,06 și o înclinație de 4,9° în raport cu ecliptica.